# جان فرانسوا جارديل
جان فرانسوا جارديل هو مخرج فرنسي. والمؤسس والمدير الفني لـ أغاني غارون.

## حياته
ينحدر غارديل من مدينة آجن، بدأ رحلته الفنية بعد أن أنهى دراسته في مدرسة ليسيه فيرمات وحصل على درجة الماجستير في الآداب من جامعة تولوز. درس الغناء أولاً في معهد لوزان الموسيقي ثم في مدرسة الفن الغنائي في أوبرا باريس. حصل على جائزة أكاديمية رافيل، ومسابقة تولوز الدولية (جائزة اللحن الفرنسي) وجائزة من مؤسسة يهودي مينوهين. عُرف لأول مرة بأنه مؤدي للموسيقى الباروكية وموسيقى موزارت.

## وصلات خارجية
- جان فرانسوا جارديل على موقع ميوزك برينز (الإنجليزية)
- جان فرانسوا جارديل على موقع أول ميوزيك (الإنجليزية)
- جان فرانسوا جارديل على موقع ديسكوغز (الإنجليزية)

لم يتم العثور على روابط لمواقع التواصل الاجتماعي.